# Beloit (Wisconsin)
Beloit és una població dels Estats Units a l'estat de Wisconsin. Segons el cens del 2000 tenia 35.775 habitants.

## Demografia
Segons el cens del 2000, Beloit tenia 35.775 habitants, 13.370 habitatges, i 8.904 famílies. La densitat de població era de 840,2 habitants per km².
Dels 13.370 habitatges en un 34% hi vivien nens de menys de 18 anys, en un 44,5% hi vivien parelles casades, en un 16,6% dones solteres, i en un 33,4% no eren unitats familiars. En el 27,5% dels habitatges hi vivien persones soles l'11,3% de les quals corresponia a persones de 65 anys o més que vivien soles. El nombre mitjà de persones vivint en cada habitatge era de 2,57 i el nombre mitjà de persones que vivien en cada família era de 3,1.
Per edats la població es repartia de la següent manera: un 27,7% tenia menys de 18 anys, un 11,5% entre 18 i 24, un 28,5% entre 25 i 44, un 19,3% de 45 a 60 i un 13% 65 anys o més.
L'edat mediana era de 33 anys. Per cada 100 dones de 18 o més anys hi havia 87,2 homes.
La renda mediana per habitatge era de 36.414$ i la renda mediana per família de 42.083$. Els homes tenien una renda mediana de 32.870$ mentre que les dones 23.925$. La renda per capita de la població era de 16.912$. Aproximadament el 9,6% de les famílies i el 12,5% de la població estaven per davall del llindar de pobresa.

## Poblacions més properes
El següent diagrama mostra les poblacions més properes.